# Centre Escolar Empordà
El Centre Escolar Empordà és una institució educativa situada a Roses, que ofereix estudis de Llar d'Infants, Educació Infantil, Educació Primària, ESO, Batxillerat i CFGM d'activitats comercials. Fundada al 1973 arrel d'una cooperativa educativa, té la seu en el número 176 de la Riera Ginjolers, a Roses (Girona). Té un alumnat superior al miler.
L'escola té concertats els nivells d'Educació Infantil, Primària, ESO i CFGM amb el Departament d'Ensenyament de la Generalitat de Catalunya. El Batxillerat però, és de caràcter privat.
Una noia del centre, Mariona Artigas, va guanyar la 10a edició del Picalletres el 2018.
El 2019 van recollir 1000 euros en una desfilada de moda que van lliurar a Càritas.